# ジョルジュ・ブラッサンス
ジョルジュ・ブラッサンス(Georges Charles Brassens、フランス語発音: [ʒɔʁʒ(ə) ʃaʁl bʁasɛ̃s]、オック語: [ˈbɾasens]、1921年10月22日-1981年10月29日)はフランスのシンガーソングライター、詩人である。
日本では仏映画『リラの門』(1957年 ルネ・クレール監督)の準主役の楽士役を演じたことと、同じシャンソンでもイヴ・モンタンやエディット・ピアフの様なショー的なエンターテイナーではなく、ギター一本を基本とし、時折ベーシストやアコーディオン弾きを率いて少数で奏でて歌うスタイルと、セールス的には受け入れられない、フランス国内の反体制的な風刺の効いた歌詞の内容が持ち味のために、ごくわずかな日本版のレコードしか発売されなかったせいか、あまり、シャンソンファン以外には知られていなかった。
だが、フランス本国では没後数十年を経ても存命中から国民的人気を誇る吟遊詩人として、彼の曲は歌い継がれ聴かれている。
また、ジョルジュ・ムスタキやセルジュ・ゲンズブールにも影響を与えたことで知られる。

## 概略
フランスの象徴的な人物として、ブラッサンスは歌声とギターのハーモニーが複雑な楽曲と、明瞭で多彩な歌詞を備えたエレガントな歌で名声を博した。また、戦後フランスで最高の詩人の一人ともみなされている。ブラッサンスはルイ・アラゴン（Il n'y a pas d'amour heureux）、ヴィクトル・ユーゴー（La Légende de la Nonne、Gastibelza）、ポール・ヴェルレーヌ、ジャン・リシュパン、フランソワ・ヴィヨン（La Ballade des Dames du Temps Jadis）、アントワーヌ・ポル（Les Passantes）といった、有名詩人から比較的無名な詩人までの詩に曲をつけている。
第二次世界大戦中、ドイツ軍によってドイツ・ベルリン近郊バスドルフのBMW航空機エンジン工場内の労働収容所で強制労働を強いられた（1943年3月）。ここでブラッサンスは「岩のようにどっしりしている」ことから「ジブラルタル」と呼んだピエール・オンテニエンテなどの将来の友人たちと出会った。彼らは後に親友となる。
フランスでの10日間の病気休暇を与えられたあと、ブラッサンスは労働収容所には戻らない決心をした。パリ14区の人気地区であるフロリモン通りと呼ばれる袋小路に隠れ、叔母の友人だった家主のジャンヌ・プランシュと数年暮らした。プランシュは夫のマルセルとともに、ガス、水道、電気なしの比較的貧しい暮らしを送っていた。ブラッサンスは5ヶ月後の終戦までそこに隠れ、その後も結局22年間滞在した。プランシュはブラッサンスの「ジャンヌ」という歌にインスピレーションを与えた。
ブラッサンスはギターを引きながら100以上の詩を書き、歌った。1952年から1976年にかけて、Les copains d'abord、Chanson pour l'Auvergnat、La mauvaise réputation、Mourir pour des idées といった人気曲を含む14枚のアルバムを録音した。彼の文章はほとんどがブラックユーモアを帯びており、多くの場合にアナキスト的な思想が盛り込まれている
1967年にアカデミー・フランセーズのグランプリ・ド・ポエジー（詩大賞）を授与された。
パリとセットの他に、クレスピエール（パリ近郊）およびレザルドリュー（ブルターニュ）にも居住した。

## 略歴

### 生い立ち
ブラッサンスは、オクシタニー地域圏エロー県 セットでフランス人の父親とマルシコ・ヌオーヴォ（南イタリアのポテンツァ県）出身のイタリア人の母親との間に生まれた。
ブラッサンスはセットで母親エルヴィラ・ダグローザ、父親ジャン＝ルイ、異父姉シモーヌ（エルヴィラと、第一次世界大戦で死亡した最初の夫との娘）、父方の祖父ジュールとともに暮らす家で育った。ブラッサンスが「歌の伝道師」（militante de la chanson）と呼んだ母親は音楽を愛していた。

### 戦時中

#### 脱走
1943年3月、ブラッサンスはドイツの強制労働組織STO（Service du travail obligatoire）に徴用された。時間を見つけて Bonhomme や Pauvre Martin などの100以上の曲を書いたが、完成形（Le Mauvais sujet repenti）になるまえに焼き捨てたり、頻繁に修正したりした。また、最初の小説 Lalie Kakamou の冒頭部分を執筆した。ドイツで、「岩のようにどっしりしている」ことから「ジブラルタル」とあだ名されたピエール・オンテニエンテなどの親友数名と知り合った。オンテニエンテは後にブラッサンスの右腕となり、個人秘書も務めた。
バスドルフに来て1年後に10日間の一時帰休が認められた。ブラッサンスと友人たちにとって、彼が戻ってこないことは明白だった。パリで隠れ家を探さなければならなかったが、知り合いはほとんど居なかった。最終的にジャンヌ・プランシュが手助けを申し出て、必要な限り滞在させてくれると申し出た。ジャンヌは夫のマルセルとフロリモン通り9番地の、ガスも水道も電気もない掘っ立て小屋に住んでいた。ブラッサンスは申し出を受け入れ、22年間滞在した。一度ラジオで「あそこはいい場所で、それ以来例外的な不快を持ち続けている」と語ったことがある。ピエール・オンテニエンテによれば「ジャンヌはジョルジュに首ったけだったけど、朝の8時には酔っ払っていたマルセルはなんにも気がついていなかった」とのことである。

#### アナーキストの影響

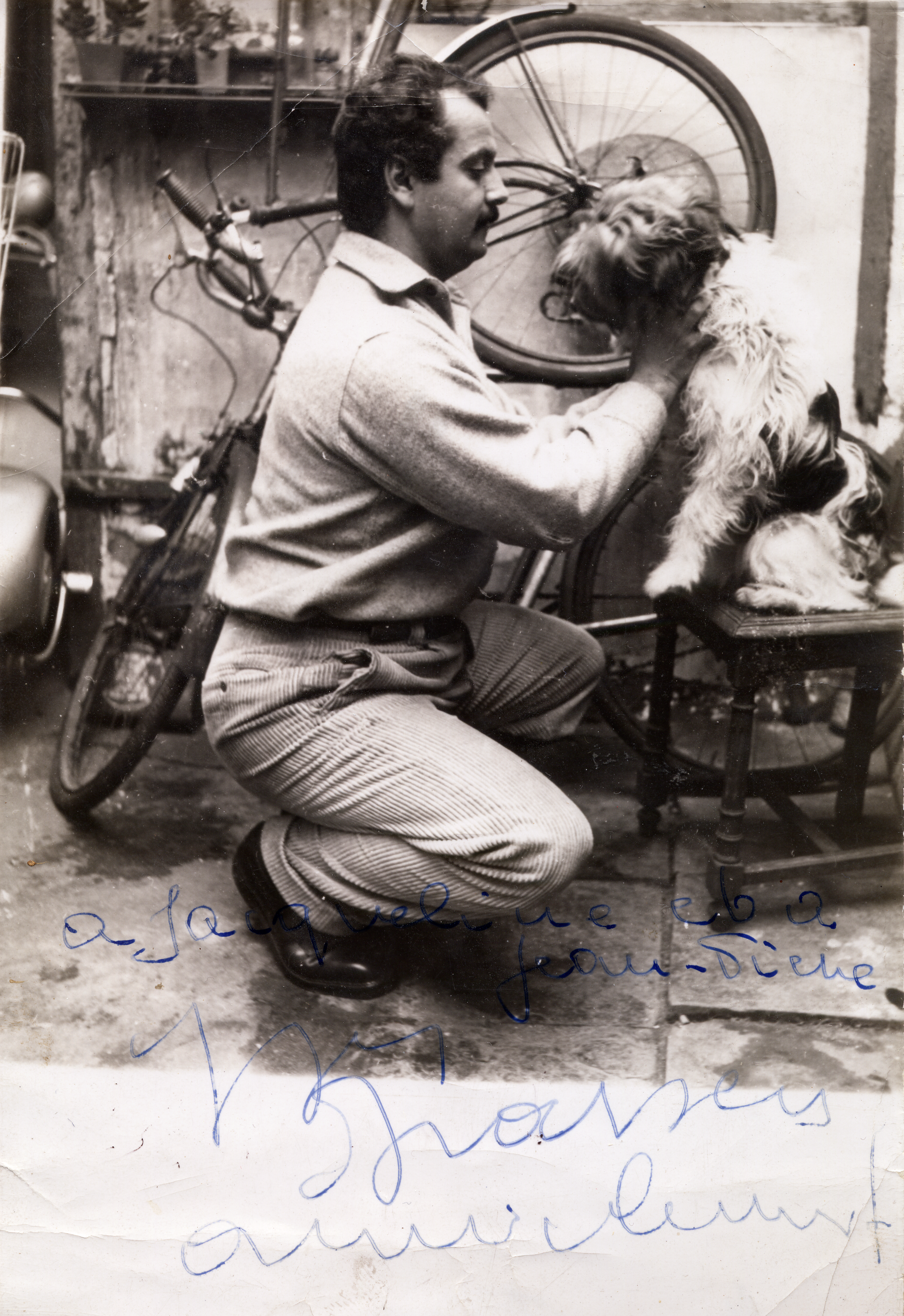
1952年のブラッサンス

ジャンヌ・プランシュの家に引き取られたブラッサンスは、終戦まで5ヶ月隠れていなければならなかった。詩と歌を書き続けた。リズムを刻むための「私のドラム」と呼んだ小さな家具を唯一の楽器として作曲した。バスドルフで書き始めた小説の執筆を再開し、有名な作家としてのキャリアを夢見た。第二次世界大戦が終わり、突然自由が戻ってきても図書館カードを取り戻し、詩の勉強を再開した以外はあまり習慣に変化はなかった。
戦争の終結はバスドルフからの友人たちの帰国を意味しており、ブラッサンスは彼らとともにアナーキスト志向の新聞『ル・クリ・デ・グー』（Le Cri des Gueux、「悪党の叫び」）の創刊を目論んだが、資金不足のために初版で発行が中止された。同じ頃、エミール・ミラモン（古代の大型牛の一種オーロックスの角を意味する「コルヌ・ドーロック」とあだ名されたサッテ以来の友人）とアンドレ・ラルー（バスドルフでの知り合い）とともに、より慎ましい生活様式への回帰を主張する「先史党」を立ち上げたが、その主な目的は他の政党を嘲笑することだった。『ル・クリ・デ・グー』の失敗ののち、ブラッサンスはアナーキスト連盟に加わり、同連盟の機関紙『ル・リベルテール』（Le Libertaire）に毒々しく、ブラックユーモアに富んだ記事をいくつか書いた。しかしながら、未来のソングライターの無節制は誰の好みに合わず、遺恨なしに連盟を離れることになった。
ブラッサンスはインタビューで「アナーキストと、警官と議論するのが嫌で横断歩道を几帳面に渡る人のことだ」と語っている。また、「私は法律があまり好きではない。レオトーが言うように、私は法律なしでもやっていけるだろう……ほとんどの人はそれができないと思うが」とも延べている。

## キャリア
ブラッサンスの曲を聞いて気に入った友人たちは、キャバレーやカフェ、コンサートホールで曲を試すように進めたが、ブラッサンスは内気で人前で演奏するのが苦手だった。当初、自分の曲をレ・フレール・ジャックといった有名歌手に売り込みたかったが、カフェのオーナーはブラッサンスの曲は自分が求めているタイプとは違うと告げた。しかし、あるとき有名なカフェ、レ・トロワ・ボーデ（三匹のロバ）で歌手のパタシューと出会い、彼女がブラッサンスを音楽業界に引き入れた。ジャック・ブレルやレオ・フェレなどの何人かの有名な歌手がこうして音楽業界に紹介された。その後、ブルーノ・コカトリックスをマネージャーとして、オランピアに出演し、ボビノミュージックホールにも出演した。
ブラッサンスは、後に Avec Brassens（『ブラッサンスとともに』、クリスチャン・パロー版、1999年、ISBN 2-86808-129-0）と題した回想録を書くことになるピエール・ルーキとともにツアーを行った。1952年以降、ブラッサンスがフランスを離れることはほとんどなく、ベルギーとスイスに数回旅行し、1970年と1973年のウェールズでのコンサート（カーディフ）以外でのフランス国外のツアーはカナダでの1ヶ月（1961年、録音素材は2011年にCD化）と北アフリカでの1ヶ月だけだった。1973年にカーディフのシャーマン・シアターで行われたコンサートでは、ぶらっサンズの大ファンであるジェイク・サッカレイがオープニングアクトをつとめた。

## 楽曲

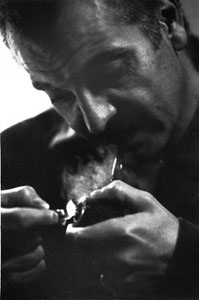
アーリング・マンデルマンが1964年に撮影したブラッサンス

ブラッサンスはアコースティック・ギターで弾き語りした。大抵の場合は友人のピエール・ニコラがダブルベースで伴奏に加わり、時にはセカンドギター（バーテレミー・ロッソ、ジョエル・ファヴローが加わった。
ブラッサンスの歌は、当時の保守的なフランス社会、特に宗教家、富裕層、法執行機関の人々の偽善と独善を避難するものが多かったが、批判の多くは間接的であり、対照的に他人の善行や無実に焦点を当てている。彼の華やかな言葉のエレガントな使い方とダークなユーモアは、弾むようなリズムとともに最も凄惨な歌詞であってもしばし陽気な雰囲気を与えた。
著名な楽曲の一部としては
- 「仲間を先に（パリジャン気質）」（"Les copains d'abord"）：イヴ・ロベールの1964年監督作品 Les copains のために書かれた、劇中のボートと同名の友情についての歌（アスリープ・アット・ザ・ホイールによって英語訳されてカバーされ、ポーランドのカバーバンド、Zespół Reprezentacyjnyによって "Kumple to grunt" としてカバーされて、バンドの2007年の同名CDに収録された）。
- 「オーヴェルニュ人に捧げる歌」（"Chanson pour l'Auvergnat"）：ブルジョワの卑劣さと法執行機関の厳しさに虐げられている人々を援助する人を称えた歌。
- "Brave Margot"（気のいいマルゴ）：男の観衆の中で、腹をすかせた迷子の子猫に自分の乳を飲ませた若い女性の歌。
- "La Cane de Jeanne"（ジャンヌのアヒル）：ブラッサンスと親しくなり、彼や他の人を匿ったマーセルとジャンヌ・プランシュに捧げた歌。
- 「悪い噂」（"La mauvaise réputation"）："Mais les braves gens n'aiment pas que l'on suive une autre route qu'eux"（しかし、善良な人々は我々が彼らと違う道を歩むのを好まない）というキャッチーな歌詞の半自伝的な曲。ピエール・パスカル（英語版）は歌詞の一部を "La mala reputación" と言うタイトルでスペイン語に翻案し[6]、後にパコ・イバニェス（英語版）がカバーした。
- 「ベンチの恋人たち」（"Les amoureux des bancs publics"）：公の場でキスをして、独善的な人々にショックを会ったる恋人たちの歌。
- "Pauvre Martin"（哀れなマルタン）：貧しい農民の苦しみの歌。
- 「ゴリラ（英語版）」（"Le Gorille"）：ユーモラスな手法で檻から脱走した大きなペニス（女性たちから称賛されている）を持つゴリラの話。ローブを着た判事を女性と間違えて犯してしまう。この歌は、判事が男性にギロチンによる死刑判決を下した際に示した堅苦しい態度と、ゴリラに暴行された際の慈悲を求める叫びとを対比させている。この曲は猥褻だとみなされて、しばらく放送禁止になった。この曲のリフレイン（Gare au gori – i – i – i – ille、「ゴリラに気をつけろ」）はよく知られており、ジェイク・サッカレイ（英語版）によって "Brother Gorilla: として英語化され、ギリシャのシンガーソングライター、クリストス・ティバイオス（ギリシア語版）は "Ο Γορίλλας" に、スペインのソングライター、ホアキン・カルボネル（英語版）が "El Gorila" と、イタリアのソングライター 、ファブリツィオ・デ・アンドレ（英語版）は "Il Gorilla"（デ・アンドレは1968年の自身のアルバム Volume III に収録した）と、ポーランドのカバーバンド、Zespół Reprezentacyjnyが "Goryl" と、イスラエルの作家ダン・アルマゴルが "הגורילה" のタイトルで自言語化（それぞれの言語で「ゴリラ」の意）した。
- 「フェルナンド」（"Fernande"）：孤独な男性が自己満足を刺激する（あるいはその芽を摘む）ために思い浮かべる女性についての「男らしさの讃歌」。その悪名高いリフレイン（Quand je pense à Fernande, je bande, je bande...、「フェルナンドのことを思い浮かべると、固くなる」）は今でもフランスで広く認識されており[7]、事実上数人の女性がこのファーストネームの使用を辞めている。
- "Supplique pour être enterré à la plage de Sète"（セットの砂浜に埋葬されたい）：故郷の特定の砂浜、プラージュ・ド・ラ・コルニッシュに埋葬されたいという願いを、色彩豊かで「生きた」詩的な表現で歌った長い曲（7分18秒）。
- 「信条のために死ぬ」（"Mourir pour des idées"）：思想を巡って繰り返される暴力と、平和のうちに去ることへの警句を描写している（イタリアのソングライター 、ファブリツィオ・デ・アンドレ（英語版）はこの曲を "Morire per delle idee" としてイタリア語に翻訳し、自身の1974年のアルバム Canzoni に収録し、ポーランドのカバーバンド、Zespół Reprezentacyjny も "Śmierć za idee" として2007年のCD Kumple to grunt に収録した）。

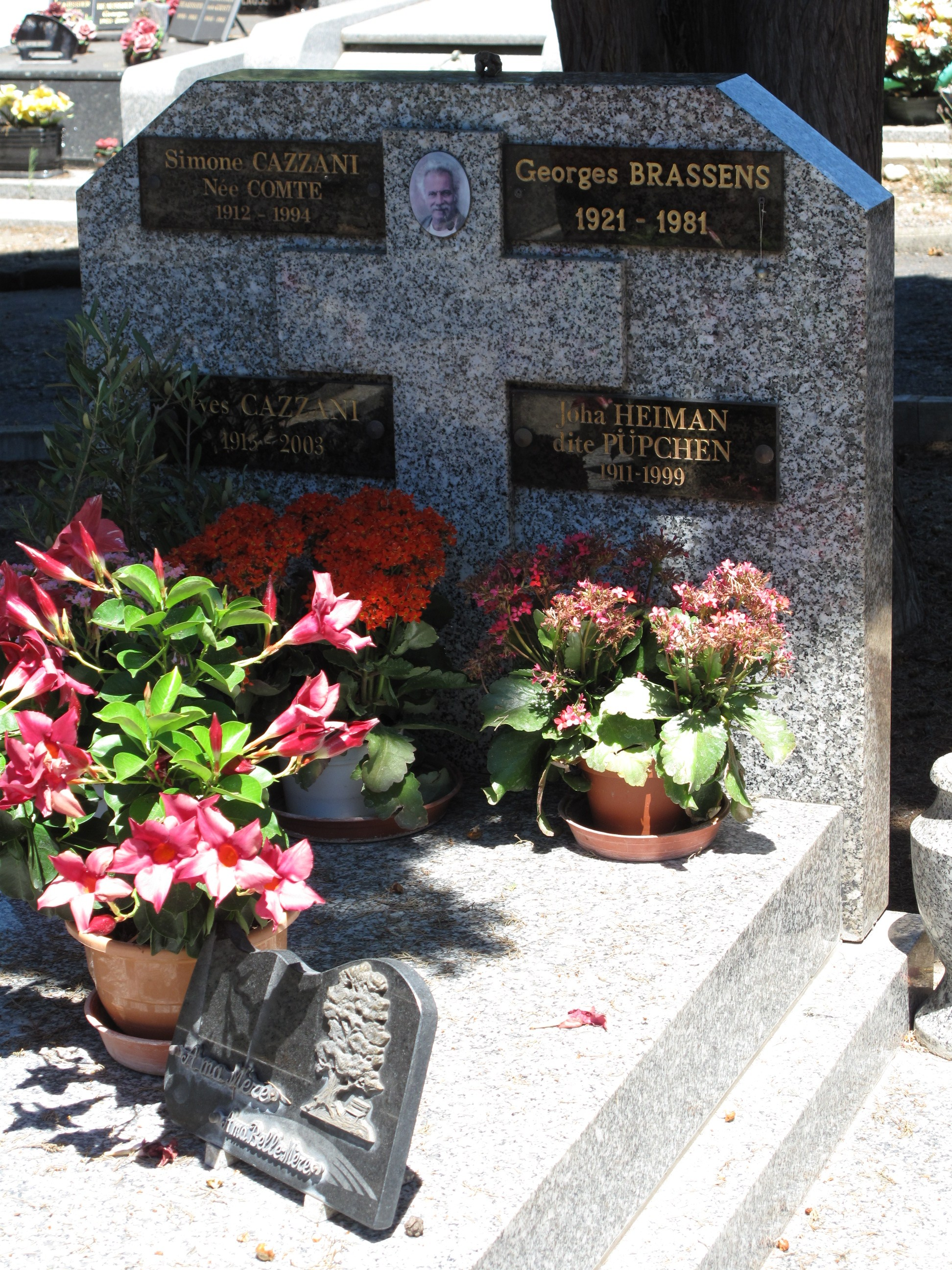
セットのル・ピ墓地にあるジョルジュ・ブラッサンスの墓

## 死
ブラッサンスは長年健康上の問題を抱え、1981年にサン＝ジェリー＝デュ＝フェスで癌のために死亡し、セットのル・ピ墓地に埋葬された。

## 遺産
日本、イスラエル、ロシア、米国（ジョルジュ・ブラッサンスのファンクラブがある）、イタリア、スペインなどの多くのアーティストがブラッサンスの曲をカバーしている。ブラッサンスの曲はエスペラントを含む20ヵ国語以上に翻訳されている。
多くの歌手がブラッサンスの歌詞を別の言語でカバーしており、例えばピエール・ド・ガイヤンドはブラッサンスの歌を英語に翻訳して演奏しており、ルイス・シリアはポルトガル語、越路吹雪は日本語で歌い、その他にもファブリツィオ・デ・アンドレ、アルベルト・パトルッコ（イタリア語）、ナンニ・スヴァンパ（イタリア語とミラノ語）、グレアム・オールライトとジェイク・サックレイ（英語）、サム・アルファ（アンティル・クレオール）、ヨシ・バナイ（ヘブライ語）アルセン・デディッチ（クロアチア語）イリー・ジェデチェク（チェコ語）マルク・フリードキン（ロシア語）ロキーヨ、ホアキン・サビーナ、パコ・イバニェス、ハビエル・クラーエ、ホアキン・カーボネル、エデュアルド・ペラルタ（スペイン語）、ジャック・イヴァール（エスペラント）、フランツ・ヨーゼフ・デゲンハルトとラルフ・タウフマン（ドイツ語）、マニ・マッター（ベルン方言）、Zespół Reprezentacyjny（2枚のブラッサンスの歌のポーランド語版CDをリリースしている）とピオトル・マハリツァ（ポーランド語）、コルネリス・フレースヴェーク（スウェーデン語）、トゥウラ・アンベルラ（フィンランド語）、ミケル・プハードとドゥミング（カタルーニャ語）などがある。ベルギー系ドイツ人の歌手で、フランス系ドイツ人のギタリスト、ステファン・バジールとステファン＆ディデエというコンビ名で公開コンサートで共演しているディーター・カイザーは、ブラッサンスの19曲をドイツ語に翻訳し冊子にまとめた。また、フランスの現代詩人ルイ・アラゴンの詩「幸せな愛はない」（Il n'y a pas d'amour heureux）なども翻訳している。フランス系カメルーン人歌手のクリスト・ヌンピュビーは歌詞はオリジナルのフランス語のままだが、さまざまアフリカのリズムで演奏したカバーアルバムをリリースしている。
ジョルジュ・ブラッサンスの ファンの国際協会が存在し、ベルリン＝ バスドルフにもファンクラブがあり、毎年9月にブラッサンス・フェスティバルを開催している。
ブラッサンスは約250曲を作曲し、そのうち200曲が録音され、残りの50曲は未完成のまま残った。
ケベック語話者の重要な歌手であるルネ・クロードは、ブラッサンスに捧げるトリビュート・アルバム『J'ai rendez-vous avec vous』を1993年にリリースした。
1998 年にフランスで最も興行収入を上げた映画『奇人たちの晩餐会』では、オープニングタイトル音楽としてブラッサンスの「老若に問うバラード」（Le Temps Ne Fait Rien a l'Affaire）が使用された。
彼の歌は、マキシム・ル・フォレスティエ、ルノー、ベナバールなど、数世代にわたる多くのフランスの歌手に大きな影響を与えている。
2008年、イギリスのフォーク歌手レオン・ロセルソンは、アルバム『A Proper State』に「The Ghost of Georges Brassens」（「ジョルジュ・ブラッサンスの亡霊」）というブラッサンスへのトリビュート曲を収録した。
ジャン・フェラのアルバム『Ferrat』の曲「À Brassens」（「ブラッサンスへ」）はブラッサンスに捧げられた。
The song "À Brassens" ("To Brassens") from Jean Ferrat's album Ferrat was dedicated to Brassens.
2014年、オーストラリアとフランスのデュオ、マウンテン・メンはライブ・トリビュート・アルバム『Mountain Men chante Georges Brassens』（『マウンテン・メン ブラッサンスを歌う』）をリリースした。
「6587 Brassens」は1984年に発見された小惑星で、フランスの詩人兼ソングライターにちなんで名付けられた。

## 記念の場所
多くの学校、劇場、公園、公共庭園、公共の場所がジョルジュ・ブラッサンスと彼の作品に捧げられていまる。
- レスパス・ブラッサンス：歌手の故郷セットにある彼の人生を振り返る博物館。
- パルク・ジョルジュ・ブラッサンス：歌手にちなんで名付けられた、かつてヴォージラールの馬市場と屠殺場があった場所に建設された公園。ブラッサンスは人生の大部分を、屠殺場から約100メートルのフロリモン袋小路9番地とサントス・デュモン通り42番地で過ごした。公園は1975年に開設された。
- ジョルジュ・ブラッサンス駅：パルク・ジョルジュ・ブラッサンス近くのパリのトラム3号線の駅。
- ブリーヴ＝ラ＝ガイヤルドのマルシェ広場は、市場の名を轟かせた彼の有名な歌「ヘカトンブ」に敬意を表して、ジョルジュ・ブラッサンス広場と改名された。
- パリの地下鉄のポルト・デ・リラ駅（3bis線、11号線）には、ルネ・クレールが1957年に映画『リラの門』のために書いた彼の歌「レ・リラ」からの引用を記したブラッサンスの壁画がある。この映画では、ブラッサンスは脇役で、実質的には本人役だった。

## ディスコグラフィ
1953年から1976年までアルバムを発表している。
- 1953年: La Mauvaise Réputation
- 1954年: Les Amoureux des bancs publics
- 1955年: Chanson pour l'Auvergnat
- 1956年: Je me suis fait tout petit
- 1957年: Oncle Archibald
- 1958年: Le Pornographe
- 1960年: Le Mécréant
- 1961年: Le temps ne fait rien à l'affaire
- 1962年： Les Trompettes de la renommée
- 1964年： Les Copains d'abord
- 1966年： Supplique pour être enterré à la plage de Sète
- 1969年： Misogynie à part（La Religieuse とも）
- 1972年： Fernande
- 1976年： Trompe la mort（Nouvelles chansons とも）)
- 1979年： Brassens-Moustache jouent Brassens en jazz（ムスターシュ・エ・レ・プチ・フランセ（フランス語版）と共演した、以前にリリースした曲のジャズバージョン、1989年に Giants of Jazz Play Brassens として再リリースされた）
- 1982年： Georges Brassens chante les chansons de sa jeunesse（古い楽曲のカバーアルバム）

### ライブアルバム
- 1973年： Georges Brassens in Great Britain
- 1996年： Georges Brassens au TNP（1966年の録音）
- 2001年： Georges Brassens à la Villa d'Este（1953年の録音）
- 2001年： Bobino 64
- 2006年： Concerts de 1959 à 1976（1960年、1969年、1970年、1973年および1976年のコンサート音源を集めたボックスセット）